# Nationalisme expansionniste

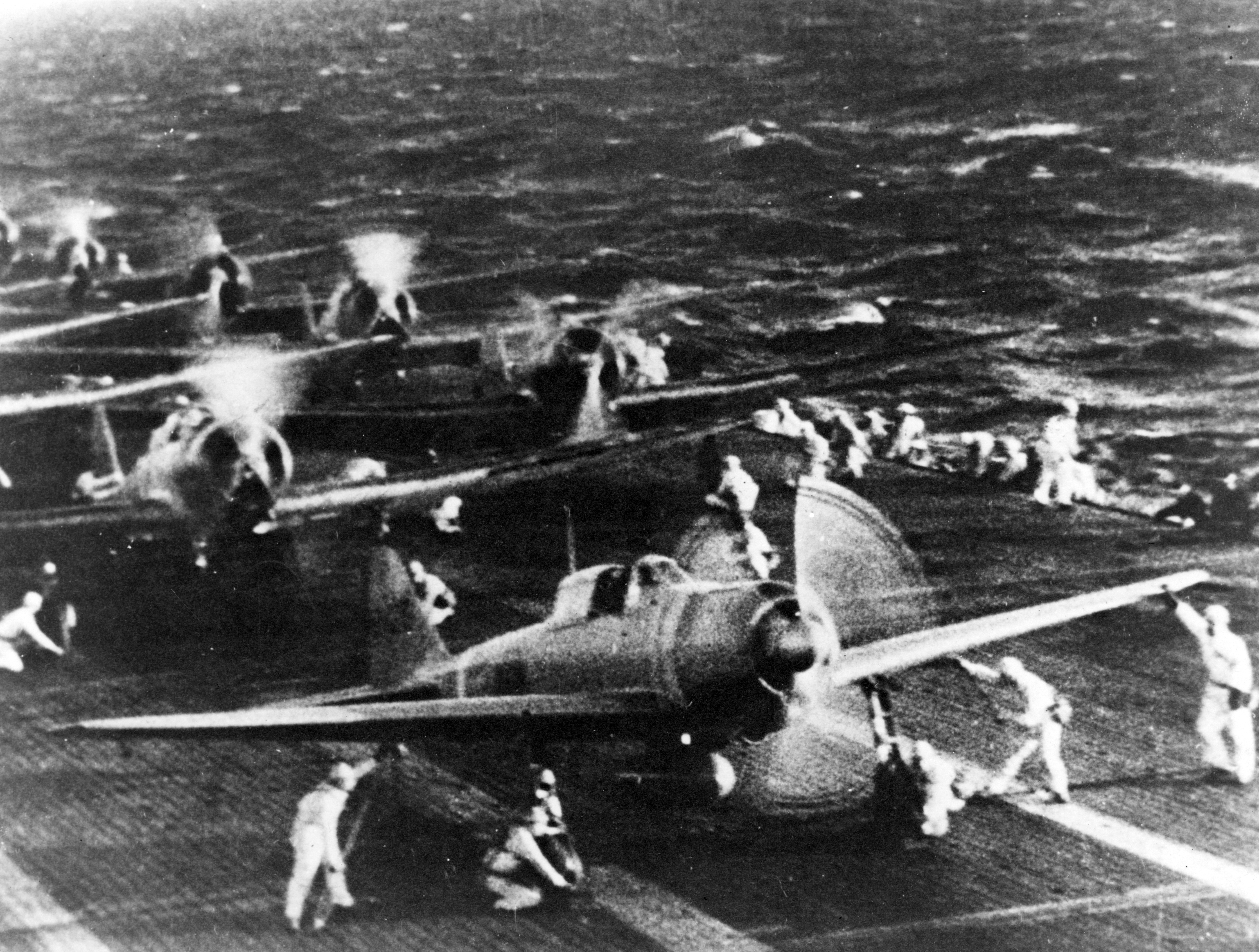
avions japonais sur le porte-avion Shokaku avant l'attaque sur Pearl Harbor

Le nationalisme expansionniste ou nationalisme impérialiste est une forme radicale irrdentiste voire impérialiste et agressive de nationalisme ou de nationalisme ethnique (ethno-nationalisme) qui intègre une conscience ethnique autonome et accrue et des sentiments patriotiques avec des peurs et des haines ataviques axées sur « l'autre » ou les peuples étrangers, encadrant une croyance en l'expansion ou la récupération des territoires anciennement possédés par des moyens militaristes,,.

## Idéologie
Le nationalisme expansionniste se distingue du nationalisme libéral par sa défense du chauvinisme et parfois du racialisme, sa croyance en la supériorité de sa propre nation et sa domination combinée avec le droit exclusif à l'autodétermination. Les nations ne sont pas considérées comme égales en ce qui concerne leur droit à l'autodétermination, mais certaines nations sont plutôt considérées comme possédant des caractéristiques ou des qualités qui les rendent supérieures aux autres. Le nationalisme expansionniste affirme donc le droit de l'État à agrandir ses frontières aux dépens de ses voisins,.

## Exemples
- L'Empire français sous Napoléon Bonaparte tenta de soumettre l'Europe entière et annexa toutes les régions francophones voisines.
- L'Italie fasciste sous Benito Mussolini cherchait à absorber des territoires italophones et ethniquement italiques comme la Dalmatie, la Corse, le Tyrol du Sud et Nice.
- L'Allemagne nazie d'Adolf Hitler annexa toutes les régions germanophones voisines peuplés d'Allemands ethniques ainsi que l'Autriche en 1938.
- L'empire du Japon de 1910 à 1945, annexant de fait la Corée et la Mandchourie, puis occupant de facto des territoires chinois, l'Indonésie, la Birmanie et Bornéo.
- L'Irak baasiste sous Saddam Hussein tenta d'annexer le Khouzistan iranien peuplé par des Arabes lors de la guerre Iran-Irak puis le Koweït pendant la guerre du Golfe.
- La Russie de Vladimir Poutine annexa les régions russophones d'Ukraine pendant la guerre russo-ukrainienne en 2022.